# This House
This House is een politiek drama van James Graham in twee bedrijven, voor het eerst opgevoerd in het toenmalige Cottesloe Theatre (onderdeel van het Royal National Theatre) op 25 september 2012. Het is een stuk met een dertigtal rollen en speelt zich vrijwel compleet in het Palace of Westminster af. De hoofdrolspelers van This House zijn de whips van Labour en de Conservatives ten tijde van de fragiele Labour-regering die van 1974 tot 1979 aan de macht was. Regisseur was Jeremy Herrin.
Aan de hand van een bord met optelsommen wordt duidelijk gemaakt hoeveel parlementariërs Labour nodig heeft om een meerderheid bij stemmingen te krijgen; hiertoe moet de partij compromissen met kleinere partijtjes sluiten en zich verlaten op het traditionele pairing-systeem. Het toneelstuk focust op de persoonlijke vriendschappen en antipathieën tussen de whips en ook over de partijgrenzen heen, evenals op hoe hun onderlinge verstandhoudingen evolueren in de hoogst ongebruikelijke situatie van een hung parliament. Hierbij functioneert de klok van de Big Ben op de achtergrond als een metafoor voor het raderwerk van de Britse politiek: zolang het uurwerk krakend en moeizaam verder draait, blijft het parlementaire systeem functioneren. De parlementsleden worden steeds met hun kiesdistrict aangeduid; de Speaker roept telkens de naam van de desbetreffende MP wanneer die de scène betreedt. Zo wordt bijvoorbeeld Broughton afgeroepen als ‘The Member for Batley and Morley!’, Wise is ‘The Member for Coventry South West!’, enzovoorts.

## Achtergrond
Graham schrijft in het voorwoord dat de periode 1974-1979 hem reeds lang fascineerde en dat de eerste aanzet tot zijn stuk in 2005 gestalte had gekregen. Tijdens onderzoek voor zijn toneelstuk Little Madam over Margaret Thatcher stuitte hij op het verhaal van Alfred Broughton, door wiens onvrijwillige toedoen de Labour-regering uiteindelijk in 1979 gevallen is. Hierna ging hij op speurtocht in parlementaire archieven en sprak hij met gewezen whips uit de late jaren 70. Verschillende personages zijn composietfiguren, daar het aantal whips in een kantoor tot 16 kan bedragen.
In de nationale Britse politiek komen normaliter geen coalitieregeringen voor. Een partij kan regeren zodra ze een meerderheid heeft die voor haar wetsvoorstellen kan stemmen, ook al bestaat die meerderheid uit slechts één stem. Na de Britse Lagerhuisverkiezingen van februari 1974 had Labour een meerderheid van vier zetels, een bijzonder kleine marge: de partij was bijgevolg genoodzaakt tot onderhandelen met onder anderen de Liberal Party, de Scottish National Party en Plaid Cymru. Indien deze parlementsleden ertoe overgehaald konden worden aan de zijde van Labour te stemmen, kon de regering overleven. Dit verzwakte de machtsbasis van de regerende partij echter aanzienlijk. Een bijkomende factor was dat vele Labour-parlementariërs bejaard en ziek waren: sommigen van hen moesten letterlijk door de stemmingsgang van het Lagerhuis gedragen worden, anderen werden met een ziekenwagen naar Westminster gebracht en stemden door te knikken.
Pairing betekent dat de leden van regering en oppositie met elkaar afspreken, de onvoorziene afwezigheid van een MP niet uit te buiten: is iemand aan de ene kant van het huis afwezig, dan zal dienovereenkomstig aan de andere kant iemand zich van de stemming onthouden. Dit systeem bewaart het evenwicht tussen regering en oppositie, en zodoende de stabiliteit van de parlementaire verhoudingen. Deze ongeschreven traditie is echter een gentleman’s agreement; de officiële regels van Erskine May beschrijven pairing niet.
Graham beklemtoont dat zijn stuk fictie is, ook al is het gebaseerd op ware gebeurtenissen en hebben de opgevoerde personages echt bestaan.

### Hoofdpersonages
- Bob Mellish, whip van Labour
- Michael Cocks, whip van Labour
- Humphrey Atkins, whip van de Conservatives
- Jack Weatherill, whip van de Conservatives
- Ann Taylor, whip van Labour
- Walter Harrison, whip van Labour
- Fred Silvester, whip van de Conservatives
- Joe Harper, whip van Labour
- Doc Broughton, parlementslid voor Batley
- Speaker 1, Speaker 2
- Audrey Wise, parlementslid voor Coventry South West

## Samenvatting
De scènes spelen zich hoofdzakelijk af in de kantoren van de whips van regering en oppositie, in de kelder van het parlement, achter het uurwerk in de toren van de Big Ben, in de lobby en bar van het parlement, in de wandelgangen en aan de oever van de Theems.

## Eerste bedrijf
In de proloog zien we hoe de Tory-whips hun kantoor ruimen, dat nu door de nieuwe whips van Labour wordt ingenomen. Harold Wilson heeft de verkiezingen met een extreem kleine zetelmeerderheid gewonnen. De klok van Big Ben is aan reparatie toe. Bij aanvang van het eerste bedrijf nemen de Labour-whips hun intrek in hun nieuwe kantoor. Tory-whip Atkins zegt tegen Mellish, Chief Whip van Labour, dat de nieuwe regering geen schijn van kans maakt de volle vijf jaar uit te zitten, en hij wil er een weddenschap voor afsluiten. Taylor is de eerste vrouwelijke whip en voelt zich onwennig, omdat de anderen denken dat ze hun ruige masculiene toon voor haar moeten afzwakken: ze blijkt echter net zo hard te kunnen vloeken als de andere Labour-whips. Mellish illustreert met een krijtje op een bord het probleem waar de partij voor staat: Labour heeft 301 zetels, alle anderen samen 334. Er is werk aan de winkel om al die odds and sods aan boord te krijgen.
Onderwijl worden de usual channels geopend: Labour en de Tories tasten elkaars mogelijkheden af. Er zal gepaird worden. De Labour-whips praten discreet met de volksvertegenwoordigers van de lokale partijen uit Noord-Ierland, Schotland en Wales. Het is duidelijk dat zij hun steun niet zonder tegenprestatie zullen verlenen: er moet op zijn minst een ontwerpvoorstel voor devolutie komen.
Walsall North gedraagt zich excentriek: hij stelt parlementaire vragen over verdrinking en verstuurt cassettebandjes met depressieve wartaal. Wat later verdwijnt hij; we zien hem in de golven ondergaan.
Ted moet opzij geschoven worden; de Conservatieve partij heeft geen vertrouwen meer in hem. Airey Neave, parlementslid voor Abingdon, schuift Finchley als kandidaat naar voren. Tegen alle verwachtingen in wordt zij de nieuwe partijleider van de Tories.
Woolwich West is overleden; de Labour-meerderheid dreigt verloren te gaan. Dan blijkt dat Walsall North nog leeft: hij heeft zijn eigen dood in scène gezet bij wijze van verzekeringsfraude en om er met zijn minnares vandoor te kunnen gaan. Labour wil hem echter niet uit de partij zetten, want iedere stem telt: Mellish wijst hem op het besluit van 1623 dat een parlementslid verbiedt af te treden. Walsall North werpt daartegen op dat de Act of Settlement (1701) hem het recht geeft, Crown Steward and Bailiff of the Chiltern Hundreds te worden, hetgeen hem automatisch parlementslid-af zou maken. De regering steunt nu nog op een meerderheid van één.
Mellish neemt ontslag als Chief Whip. Hij heeft Ebbw Vale ondersteund in diens gooi naar het partijvoorzitterschap, maar Jim heeft gewonnen. Hij pakt zijn biezen en benoemt Michael Cocks tot zijn opvolger: die is minder ervaren maar geraffineerder dan Harrison. Op Cocks rust nu de taak, de odds and sods aan Labour te binden. 
Dan breekt een gevecht uit op de vloer van het parlement: de Conservatives beschuldigen Labour ervan, een pair gebroken te hebben, doordat de Minister van Landbouw niet tijdig uit Denemarken teruggehaald kon worden om zijn stem uit te brengen. Michael Heseltine heeft de mace verwijderd en bedreigt er een andere parlementariër mee. De Serjeant-at-Arms is razend: alleen hij mag de mace aanraken, en het parlement kan niet zetelen zolang die niet op haar plaats ligt. Voor de Tories is dit een ernstige vertrouwensbreuk: van nu af aan wordt er niet meer gepaird. De klok van de Big Ben loopt vast.

## Tweede bedrijf
Er wordt een nieuwe Speaker traditioneel op zijn stoel gesleurd. Cocks praat in de toren met de klokkenmaker: dit is de eerste keer dat het mechanisme volledig stilgevallen is. Doc Broughton wordt in een rolstoel met een zuurstoftank binnengebracht; nu pairing uitgesloten is, is het alle hens aan dek. De Doc krijgt zijn eigen kamertje in Westminster Palace en kan stemmen door te knikken. Er staat een stemming op til en de Minister van Landsverdediging zit vast in Noord-Ierland: hij wordt met een legerhelikopter overgevlogen om zijn stem uit te kunnen brengen. Liverpool Edge Hill heeft zo-even zijn appendix laten verwijderen en bloedt hevig, maar hij is present om te stemmen. Welwyn and Hatfield, net bevallen, geeft haar pasgeboren zuigeling borstvoeding in de Commons. De Serjeant-at-Arms is uiterst ontstemd: niet-leden mogen de vloer niet betreden, en ‘die baby is geen parlementslid!’ De Labour-regering ploetert verder en is inmiddels drie jaar aan de macht.
De Conservatives voelen zich toenemend gefrustreerd. Het schaduwkabinet wordt herschikt; Chelmsford, die te invloedrijk dreigde te worden, wordt tot schaduwminister voor kunst gedegradeerd. De Labour-whips roepen Coventry South West op het matje: zij is erg eigenzinnig en stemt regelmatig tegen de regering wanneer een voorstel tegen haar principes indruist.
Er ontspint zich een potsierlijk dispuut over een stemming waarin Harrison een stem uitbracht terwijl hij twee commissievergaderingen tegelijk bijwoonde. De deuren van zo’n vergadering moeten gesloten zijn, maar Harrison was door de gang gerend en had zich nog net in het lokaal kunnen wurmen; zijn been was echter in de gang blijven steken. Is dit nu een geldige stem? Na wat gehakketak besluit de Speaker dat ‘drie vierden’ van Harrison een stem hebben uitgebracht en het voorstel dus met ‘driekwart van een stem’ is goedgekeurd. Dit wordt langzamerhand belachelijk — de Tories moeten op een of andere manier de impasse doorbreken.
De klasseverhoudingen zijn in beweging. De tijd is voorbij dat Labour alleen mijnwerkers en fabrieksarbeiders telde; er zitten tegenwoordig ook advocaten en academici in de partij. Anderzijds telt de Conservative Party heden ten dage steeds meer leden met een working class-achtergrond, zoals slagers en bouwvakkers: The Lady is per slot van rekening een kruideniersdochter. Weatherill kijkt stiekem naar Coronation Street; Harrison luistert ’s nachts naar Tannhäuser. In de tussentijd is de parlementaire verstandhouding tussen Labour en de nationalisten aan het afbrokkelen: het wetsvoorstel voor Schotse devolutie is verworpen.
De Conservatives verkneukelen zich alvast over het genakende eind van de regering. Taylor heeft echter nog een nieuwe troef in petto. Ze gaat discreet in gesprek met Peebles. Diens Liberal Party heeft dertien parlementsleden; indien die principieel met Labour zouden meestemmen, is de regering gered. Aldus geschiedt: Labour en de Liberals ondertekenen een formele overeenkomst. Het Lib-Lab pact is geboren. De Conservatives beschouwen dit als een ondemocratische zet en zijn extreem misnoegd. De klok van de Big Ben is eindelijk gerepareerd; het mechanisme draait weer feilloos.
De conservatieve whip Weatherill tracht linkse backbenchers van Labour over te halen tot rebelleren tegen voorstellen die in hun ogen niet socialistisch genoeg zijn. Coventry South West is gearresteerd toen ze op een vakbondsbetoging tussen de piketten stond. Ze krijgt de keuze tussen £ 20 boete betalen en een formele verontschuldiging schrijven. In alle kalmte ledigt ze haar portemonnee op Cocks’ schrijftafel.
Newham North East, Minister van Ontwikkelingshulp, heeft genoeg van het activisme aan de linkerrand van Labour. Hij loopt over naar de Conservatieven. Joe Harper, die een chirurgische ingreep uitgesteld heeft opdat hij bij alle stemmingen aanwezig kan zijn, krijgt een fataal  hartinfarct. Langzaam maar zeker kalft de meerderheid af.
Het Lib-Lab pact stevent op zijn einde af. De winter van 1978-1979 is bar koud en in de mijnindustrie is een staking aan de gang. In Schotland en Wales wordt opnieuw over devolutie gestemd. De Liberalen komen in opstand tegen het pact met Labour. Doc Broughton is op sterven na dood, maar hij wil koste wat het kost naar Westminster afzakken om zijn stem uit te brengen. 
De Conservatieven hebben een motie van wantrouwen ingediend. De stand tussen regering en opposite is momenteel 311 tegen 311. Harrison kan het niet over zijn hart krijgen, de doodzieke Broughton naar het parlement te slepen; hij vraagt een laatste keer of de Conservatives misschien een pair willen voorzien voor Broughton. Na wat aarzelen biedt Weatherill uit medelijden zichzelf aan. Harrison bedenkt zich plotseling en wil er niet van horen. De regering valt. De Tory-whips vieren uitbundig feest; alleen Weatherill heeft wat wroeging.
Harrison bezoekt Broughton bij hem thuis en vertelt hem dat de regering met één stem gevallen is, maar dat het Broughtons schuld niet is. We horen een stuk uit Thatchers overwinningstoespraak van 1979. In de laatste scène feliciteert Harrison Weatherill met de overwinning en geeft hem vijftig pond, zoals beloofd in de weddenschap die ze aan het begin van het stuk waren aangegaan. Cocks staat in de klokkentoren en staart naar buiten.

## Opvoeringen
Het toneelstuk verhuisde op 23 februari 2013 van het Cottesloe Theatre naar het Olivier Theatre, beide onderdeel van het Royal National Theatre. In 2016 werd This House door het Chichester Festival Theatre hernomen met een andere bezetting, wederom in een regie van Jeremy Herrin. Deze première vond op 29 september 2016 plaats in het Minerva Theatre aldaar. Vervolgens verhuisde de productie naar de West End. Op 30 november 2016 werd het stuk in het Garrick Theatre opgevoerd. In 2018 ging This House op tournee door het Verenigd Koninkrijk. Het bijbehorende programmaboekje bevatte een commentaar van Nick Clegg, waarin hij onder andere over zijn eigen ervaringen met coalities sprak.
De enscenering maakt gebruik van een brede bühne waarop de verschillende kantoren en vertrekken met lichteffecten gecreëerd worden. Op een balkon boven het podium bevindt zich een band die punkmuziek in de stijl van de zeventiger jaren speelt. De acteurs vormen geregeld een koor van parlementariërs en zingen onder andere I Vow to Thee, My Country. Een deel van het publiek zit tijdens de voorstelling op de bühne op banken die eruitzien als de groene banken in het House of Commons. Tijdens de pauze wordt de ‘bar van het parlement’ geopend en kan het publiek op het podium drankjes kopen, terwijl de acteurs als politici door de zaal lopen en het publiek de hand schudden.
De recensies waren lovend tot bijzonder enthousiast. De recensent van The Guardian prees de manier waarop dit historische drama tot nadenken aanzet over de toekomst van de Britse politiek. De recensent van The Daily Telegraph sprak van ‘het intelligentste, onderhoudendste en informatiefste politieke drama van dit decennium’. Volgens hem bewijst This House dat men geen ‘intriges à la House of Cards’ nodig heeft om een aangrijpende verhaallijn te construeren: de echte feiten waren al vreemd genoeg.